# Pointe de Méribel
La pointe de Méribel est une montagne de France située en Savoie, dans le massif de la Vanoise.

## Géographie
Le sommet qui s'élève à 2 830 mètres d'altitude est situé au sommet de l'arête de la Grande Marianne, elle-même faisant partie de l'arête nord-ouest qui descend du Grand Bec (3 399 m) via la Becca Motta (3 042 m) qui se trouve à l'est-sud-est. À ses pieds au nord-est se trouve le refuge du Plan des Gouilles (2 350 m) et au nord-ouest le village de Champagny-en-Vanoise (1 200 m). Si le sommet en lui-même n'est pas accessible par un sentier de randonnée, celui reliant le refuge du Plan des Gouilles au refuge du Grand Bec au sud passe juste à l'est sous le sommet, à un col à environ 2 800 mètres d'altitude.
La montagne est formée du socle de micaschistes et schistes verts du Paléozoïque.

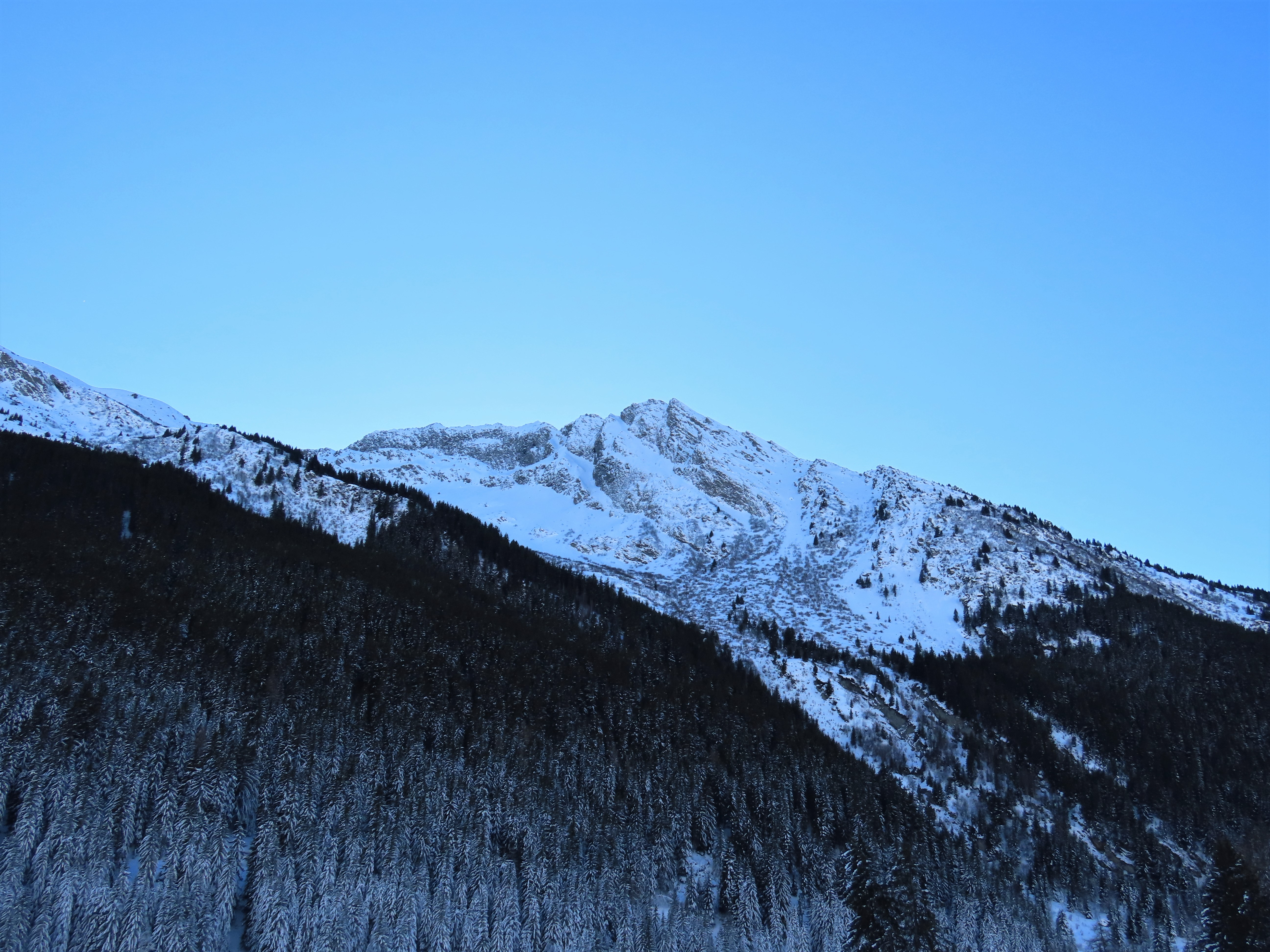
Vue hivernale de la pointe de Méribel depuis Champagny le Haut au nord.